# Sanborn-Großohrblattnase

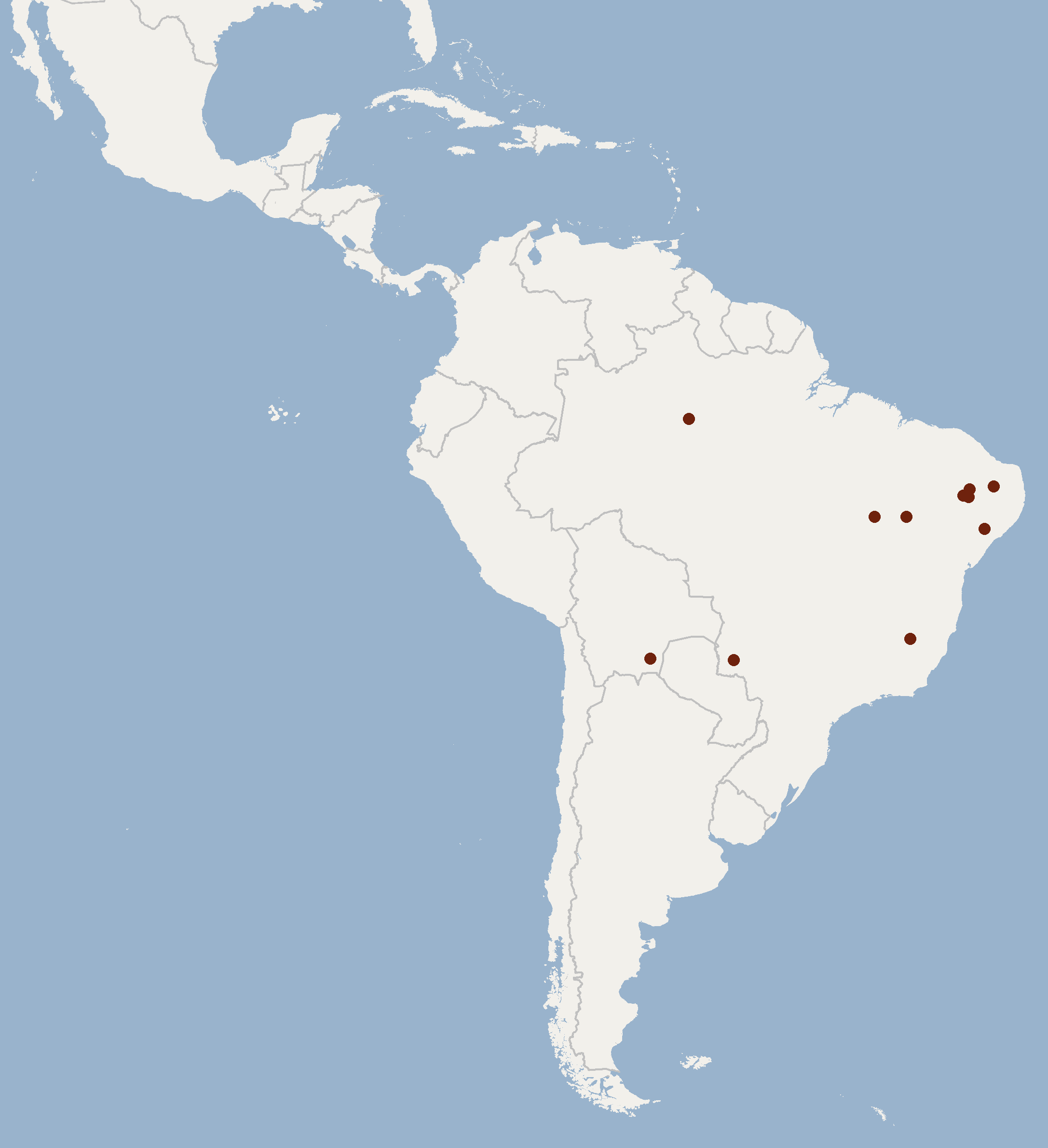
Fundorte der Sanborn-Großohrblattnase, Text beachten

Die Sanborn-Großohrblattnase (Micronycteris sanborni) ist ein im nordöstlichen Brasilien verbreitetes Fledertier in der Unterfamilie der Lanzennasen. Das Typusexemplar stammt aus dem Bundesstaat Ceará. Die Art erhielt ihren Namen zu Ehren des US-amerikanischen Zoologen Collin Champell Sanborn.

## Merkmale
Mit einer Kopf-Rumpf-Länge von 37 bis 49 mm, einer Schwanzlänge von 11 bis 15 mm, mit 32 bis 37 mm langen Unterarmen und mit einem Gewicht von 5 bis 8 g ist die Art wie andere Gattungsvertreter eine sehr kleine Fledermaus. Es kommen 8 bis 9 mm lange Hinterfüße und 19 bis 20 mm lange Ohren vor. Die Haare der Oberseite sind an der Wurzel und bis weit über die Mitte weiß und an den Spitzen braun, was eine hellbraune Färbung erzeugt. Unterseits sind Kehle, Brust und Bauch reinweiß. Die großen abgerundeten Ohren sind auf der Stirn mit einem Hautstreifen verbunden, der eine Kerbe hat. Weitere Kennzeichen sind schwarze Flughäute, wobei die Schwanzflughaut fast keine Haare trägt. Die Länge des Fersensporns (Calcar) entspricht der Fußlänge. Die Spitze des Schwanzes ragt oberseits aus der Schwanzflughaut heraus. Unterschiede zu anderen Gattungsmitgliedern bestehen in abweichenden Details des Schädels und der genetischen Eigenschaften. Der diploide Chromosomensatz wird aus 28 Chromosomen (2n=28) gebildet. Alle Lanzennasen besitzen ein Nasenblatt mit runder Grundform und lanzenförmigem Aufsatz.

## Verbreitung und Lebensweise
Die meisten Funde sind aus den Bundesstaaten Ceará und Pernambuco bekannt sowie wenige aus benachbarten Bundesstaaten. Ein anfänglich dieser Art zugeordneter Fund aus dem östlichen Bolivien wird seit 2013 als Yates-Großohrblattnase (Micronycteris yatesi) gelistet. Diese Fledermaus lebt in der Dornenstrauchsavanne Caatinga und in der Feuchtsavanne Cerrado. Die Sträucher sind meist 3 bis 8 Meter hoch und die Höhe der Bäume liegt oft bei 12 bis 17 Meter. Gelegentlich werden trockene Wälder und Kulturland besucht.
Die nachtaktive Sanborn-Großohrblattnase ruht vermutlich in Felsspalten. Ein Individuum wurde in der Wand einer Zuckermühle gefunden. In Gefangenschaft gehaltene Exemplare fraßen Heuschrecken und Schmetterlinge. Vermutlich zählen auch andere Insekten zur Nahrung. Einmal jährlich bringen Weibchen in der Regenzeit ein Junges zur Welt. Es erhält bis zum Beginn der Trockenperiode Muttermilch und ist dann flugfähig.

## Gefährdung
In der Dornenstrauchsavanne können sich Landschaftsveränderungen schnell negativ auswirken. In geeigneten Habitaten scheint die Art nicht selten zu sein. Die IUCN listet die Sanborn-Großohrblattnase als nicht gefährdet (least concern).